# Поп (округ, Миннесота)
Поп (англ. Pope County) — округ в штате Миннесота, США. Административный центр и крупнейший город — Гленвуд. По переписи 2000 года в округе проживают 11 236 человек. Площадь — 1858 км², из которых 1735,9 км² — суша, а 122,1 км² — вода. Плотность населения составляет 6 чел./км².

## История
Округ был основан в 1862 году.